# Доходный дом Александрова
Дохо́дный дом Алекса́ндрова — историческое здание в Москве, расположенное в Мерзляковском переулке района Арбат. Построено в 1902 году по проекту архитектора Анатолия Остроградского для доктора медицины, гинеколога Фёдора Александровича Александрова (1854—1926). В оригинальном проекте здание отличалось выразительным оформлением в стиле модерн, однако большая часть декоративных элементов была утрачена при перестройке в середине XX века. В 2000-х годах надстроено четвёртым этажом, во время работ была воссоздана часть изначального декора по сохранившимся чертежам архитектора.

## Описание
Заказчик будущего особняка Фёдор Александрович Александров к концу XIX века занимал пост приват-доцента акушерской клиники Императорского Московского университета, а с 1912 года являлся профессором кафедры гинекологии на Высших женских курсах. Фёдор Александрович был учеником и выпускником Владимира Снегирёва, одного из основоположников гинекологии в Российской империи. Для строительства своего особняка Александров пригласил архитектора Анатолия Остроградского. Зодчий разработал два варианта оформления фасадов, из которых был реализован «наиболее гармоничный».
Дом изначально проектировался как доходный: квартиры первого этажа сдавались в аренду, на втором этаже были кабинеты для приёма пациентов, а на третьем жил владелец со своей семьёй. Для них было сложено отдельное крыльцо и устроена входная группа в левой части фасада, с правой стороны располагался вход в наёмные квартиры. В 1914—1917 годах одну из них арендовал патологоанатом Алексей Абрикосов.
Вставки на фасаде из глазурованной керамики созданы в мастерской Саввы Мамонтова «Абрамцево». Эскиз композиции под названием «Бессмертники» выполнил Михаил Врубель, эта работа в изумрудно-охристой гамме относится к периоду расцвета увлечения художника прикладным творчеством.
В 1960-х годах здание перестроили, демонтировав практически все выразительные элементы фасадов. В процессе работ снесли фигурные аттики крыши, парадные входные группы, закрасили майоликовые панно. Деревянные рамы ручной работы и даже мелкая столярная утварь были заменены типовыми, а вместо узорных чугунных решёток балконов установлены гладкие панели.
Полвека спустя, в начале 2000-х, здание снова перестроили: был добавлен четвёртый этаж, однако частично восстановили оригинальное украшение фасадов. Примечательно, что для восстановления лепнины и узорных решёток использовались оба проекта Остроградского — как реализованный, так и отвергнутый. Во время реконструкции удалось очистить от краски и раскрыть керамические панно. По инициативе нового арендатора окна украсили витражами, стилизованными под модерн начала века.
В 2007 году зданию присвоили статус объекта культурного наследия регионального значения.
- Особняк в 1970-х годах после первой перестройки
- Маскарон на фасаде, 2014 год
- Майоликовое панно по эскизу Михаила Врубеля, 2014 год